# Бештерек-Зуйский водозабор
Бештере́к-Зу́йский водозабо́р — последний из крупных подземных водозаборов в Крыму. Предназначен для водоснабжения Симферополя. Расположен вблизи впадения реки Бештерек в реку Зуя (приток Салгира), возле села Клёновка. На март 2021 года: продолжается строительство водозабора для улучшения водоснабжения Симферополя; первая очередь запущена 18 марта 2021 года.

## Характеристики
- Источник воды: 6 артезианских скважин (3 уже готовы): глубина скважин от 410 до 500 метров;
  - средняя глубина: 450 метров.
  - среднее расчётное время работы одной скважины: 50 лет.
- Длина водовода до насосной станции «Белая» (Симферополь): ~20 км.: Диаметры: внешний — 630 мм, внутренний — 500 мм.

- Расчётный объём поставляемой воды, ежедневно: 22 тыс. м³[4].
- Водовод проходит под трассой Таврида и под региональной автодорогой Н508[5] (до центра поселения Донское), а также под рекой Бештерек.

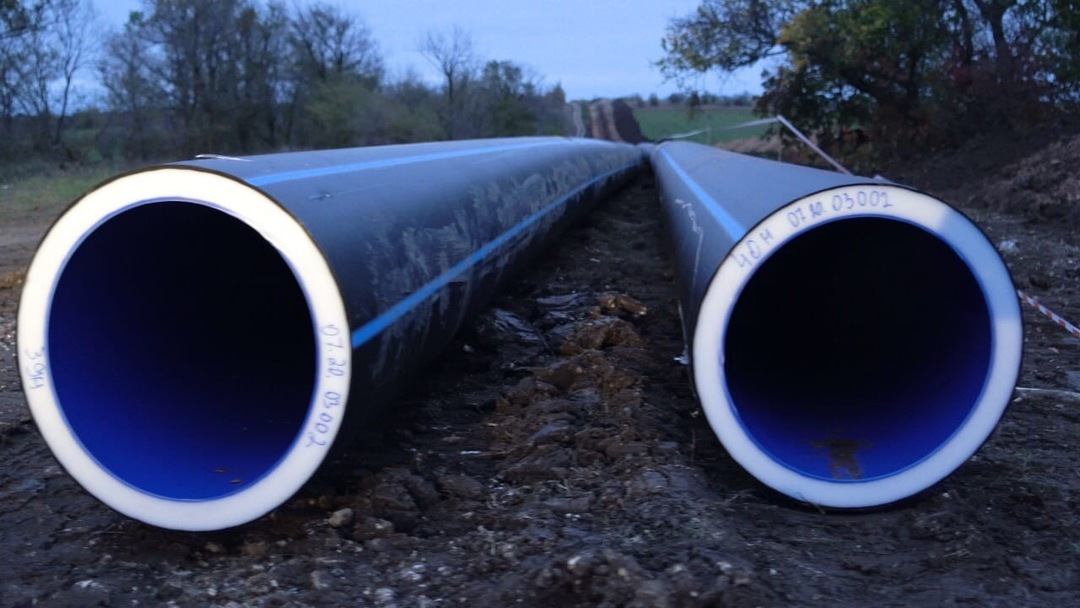
Прокладка трассы водопровода, осень 2020
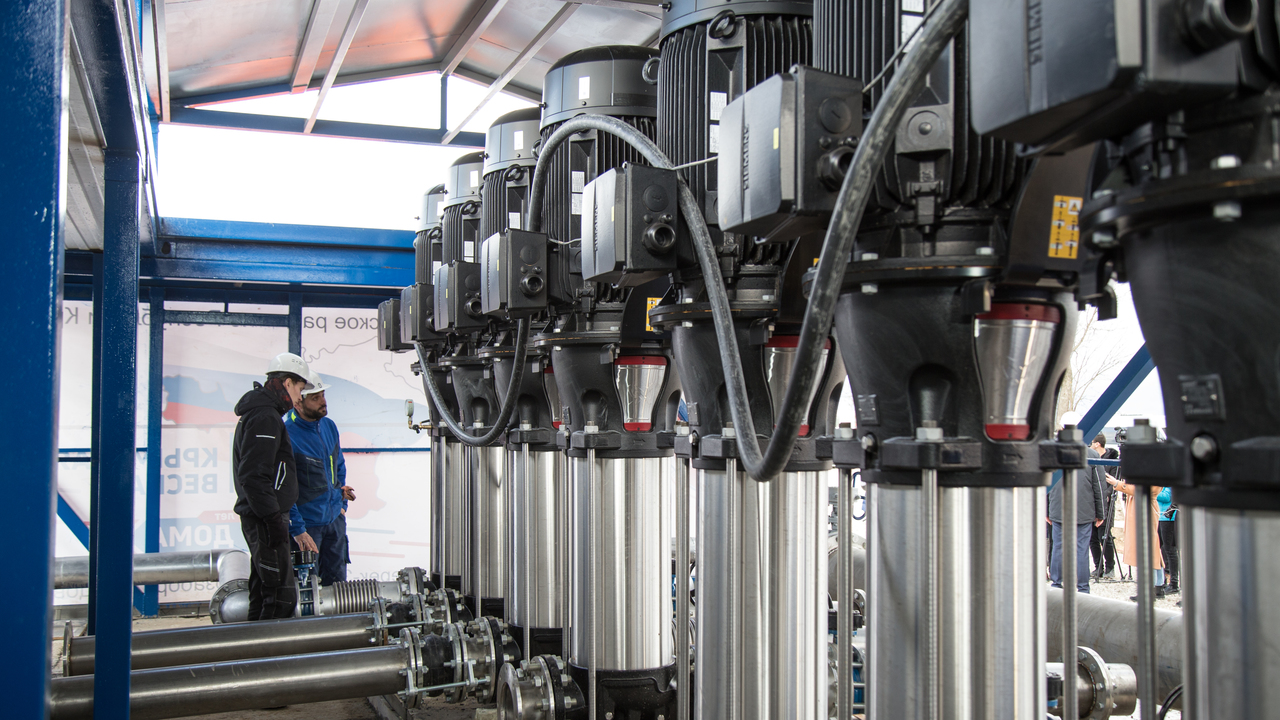
Насосная станция Бештерек-Зуйского водозабора

### Строительство
Начало работ: октябрь 2020 года. Рабочий пуск воды изначально планировалось на 16 апреля 2021 года.
В состав объекта вошли: водозаборные скважины, насосная станция, 4 засыпных резервуара (по 250 м³) в сумме на 1000 м³, здание химической подготовки, КПП, БКТП-6кВ, площадка складирования, автостоянка.
Стоимость водовода: 1 млрд. 370 млн руб, водозабора: 187 млн руб.
17 марта 2021 года — подключена первая скважина; ведётся заполнение ёмкостей. 18 марта 2021 года — подключены две скважины; вода пошла в Симферополь.

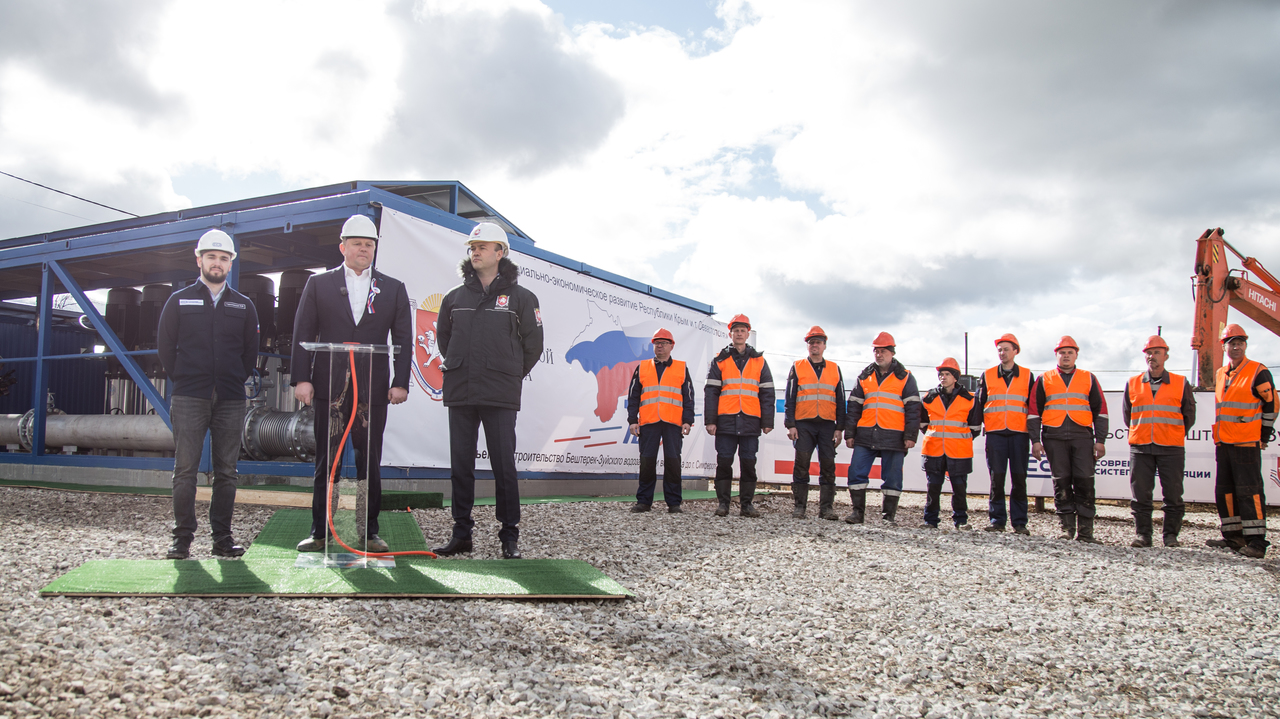
Торжественный пуск воды в Симферополь, 18 марта 2021

Объект открыт дистанционно Президентом РФ В. В. Путиным. На месте торжественное открытие объекта провёл заместитель Председателя Совета министров Республики Крым Евгений Кабанов.
Окончательный выход на проектную мощность ожидается в октябре 2021 года.
К октябрю 2021 году были оборудованы 9 скважин, велась поставка песка для фильтров.